# Sheena Tosta
Sheena Tosta (Camden (New Jersey), 1 oktober 1982), geboren als Sheena Johnson, is een Amerikaanse atlete, die zich heeft gespecialiseerd in de 400 m horden.

## Loopbaan
Tosta werd in deze discipline tweede tijdens de Olympische Spelen van 2008 in Peking. Tijdens de Olympische Spelen van 2004 in Athene behaalde ze een vierde plaats op de 400 m horden.
Sheena Tosta is houdster van het officieuze wereldrecord op de indoorvariant van de 400 m horden.

## Titels
- Pan-Amerikaans kampioene 400 m horden - 2007
- Amerikaans kampioene 400 m horden - 2004
- NCAA-kampioene 400 m horden - 2003, 2004

## Persoonlijke records
Outdoor
| Onderdeel    | Prestatie | Datum        | Plaats      |
| ------------ | --------- | ------------ | ----------- |
| 100 m        | 11,68     | 13 mei 2006  | Eagle Rock  |
| 200 m        | 23,42     | 8 juli 2010  | Los Angeles |
| 400 m        | 52,14     | 14 juni 2009 | San Diego   |
| 100 m horden | 12,75     | 11 juni 2004 | Austin      |
| 400 m horden | 52,95     | 11 juli 2004 | Sacramento  |

Indoor
| Onderdeel    | Prestatie | Datum            | Plaats       |
| ------------ | --------- | ---------------- | ------------ |
| 300 m        | 38,69     | 29 januari 2000  | Blacksburg   |
| 60 m horden  | 8,06      | 27 februari 2004 | Seattle      |
| 400 m horden | 56,41     | 12 februari 2011 | Val-de-Reuil |

## Palmares

### 400 m horden
Kampioenschappen
- 2004:  Amerikaanse kamp. - 52,95 s
- 2004:  Olympic Trials - 52,95 s
- 2004: 4e OS - 53,83 s
- 2007:  Pan-Amerikaanse kamp. - 54,64 s
- 2008:  OS - 53,70 s

Golden League en Diamond League-podiumplaatsen
- 2006:  Meeting Gaz de France - 54,39 s
- 2009:  Golden Gala - 54,57 s
- 2010:  Herculis - 54,52 s